# Викартовце
Викартовце (слч. Vikartovce) насељено је мјесто са административним статусом сеоске општине (слч. obec) у округу Попрад, у Прешовском крају, Словачка Република.

## Становништво
| Година:    | 1994. | 2004.   | 2014.   | 2024.   |
| ---------- | ----- | ------- | ------- | ------- |
| Број људи: | 1637  | 1785    | 1868    | 1825    |
| Разлика:   |       | +9,04 % | +4,64 % | -2,30 % |

| Година:    | 2023. | 2024.   |
| ---------- | ----- | ------- |
| Број људи: | 1848  | 1825    |
| Разлика:   |       | -1,24 % |

Према подацима о броју становника из 2011. године насеље је имало 1.858 становника.